# Malles Venosta
Mals (tiếng Đức) hoặc Malles Venosta (tiếng Ý) là một đô thị ở Nam Tirol trong vùng Trentino-Alto Adige/Südtirol của Ý, có vị trí cách khoảng 80 km về phía tây bắc của Trento và khoảng 70 km về phía tây bắc của Bolzano, ở biên giới với Thụy Sĩ và Áo. Tại thời điểm ngày 31 tháng 12 năm 2004, đô thị này có dân số 4.950 người và diện tích là 246,7 km².
Đô thị Mals có các frazioni (các đơn vị cấp dưới, chủ yếu là các làng) Burgeis (Burgusio), Tartsch (Tarces), Laatsch (Laudes), Schleis (Clusio), Schlinig (Slingia), Matsch (Mazia), Planeil (Planol), Plawenn (Piavenna) và Alsack-Ulten (Alsago-Ultimo).
Mals giáp các đô thị: Curon Venosta/Graun im Vinschgau, Glorenza/Glurns, Lasa/Laas, Scuol (Thụy Sĩ), Senales/Schnals, Sent (Thụy Sĩ), Silandro/Schlanders, Sluderno/Schluderns, Sölden (Áo), và Tubre/Taufers im Münstertal.